# رانا (ناحیه خرودیم)
رانا (به چکی: Raná) یک منطقهٔ مسکونی در جمهوری چک است که در ناحیه خرودیم واقع شده‌است. رانا ۳۸۶ نفر جمعیت دارد.